# Illégal
Illégal (Illegaal) is een Belgisch drama uit 2010, geschreven en geregisseerd door Olivier Masset-Depasse. De film werd geselecteerd als de Belgische inzending voor de Academy Award voor Beste Niet-Engelstalige film bij de 83ste Oscaruitreiking. De film werd ook acht keer genomineerd voor de Magritte awards en wist drie nominaties te verzilveren: beste actrice, beste actrice in een bijrol en beste jong vrouwelijk talent.

## Plot
Illégal gaat over Tania en haar dertienjarige zoon Ivan, twee Russische illegalen die in België verblijven. Wanneer hun verblijfsvergunning geweigerd wordt, probeert ze op andere manieren haar verblijf te verzekeren. Ondanks haar inventiviteit kan ze niet uit handen van de politie blijven en wordt ze van haar zoon gescheiden.

## Rolverdeling
| Acteur                | Personage      |
| --------------------- | -------------- |
| Anne Coesens          | Tania          |
| Alexandre Golntcharov | Ivan           |
| Frédéric Frenay       | politieagent 1 |
| Esse Lawson           | Aissa          |
| Olivier Schneider     | politieagent 2 |